# Henry Charles Sirr
Henry Charles Sirr (1807-1872) est un avocat, un diplomate et un écrivain d'origine britannique. Diplômé de Lincoln's Inn à Londres, il devient barrister puis finalement part au service du gouvernement, travaillant en tant qu'Avocat adjoint de la Reine dans la région sud de Ceylan (l'actuel Sri Lanka) au milieu du XIXe siècle.
Il est peut-être mieux connu pour avoir écrit Ceylan et les Cingalais (Ceylon and the Cingalese), un livre publié en deux tomes en 1850 traitant de « leur Histoire, leur Gouvernement et leur Religion, les Antiquités, les Institutions, les Revenus et les Facultés de l'Ile; et un rapport complet de la dernière Rébellion illustrant les Mœurs et Coutumes du Peuple ». Le livre est beaucoup considéré comme un rapport officiel de la vie à Ceylan. Il a été cité par Jules Verne dans son livre Vingt mille lieues sous les mers. En effet, dans le chapitre 2, le narrateur du roman, le Professeur Aronnax, raconte au lecteur que pendant qu'il cherchait une description de Ceylan dans la bibliothèque du Capitaine Nemo à bord du Nautilus, « je trouvai un livre de H.C. Sirr, intitulé Ceylon and the Cingalese. »
Sirr a servi également en tant que vice-consul à Hong Kong à partir de 1843. Il a décrit ses expériences dans un autre roman, La Chine et les Chinois (China and the Chinese), sous-titré: « Leur religion, leur caractère, leurs coutumes et leurs constructions; les diables resultent du trafic d'opium ; avec un coup d'œil sur nos relations avec le pays au niveau religieux, morale, politique et commercial. » Le livre fournit un important aperçu contemporain sur la nature du trafic d'opium et des contrebandes endémiques qui ont pris place dans la région de la Rivière des Perles en Chine.

### Sources
- (en) Cet article est partiellement ou en totalité issu de l’article de Wikipédia en anglais intitulé « Henry Charles Sirr » (voir la liste des auteurs).